# Piața Eroilor din Budapesta

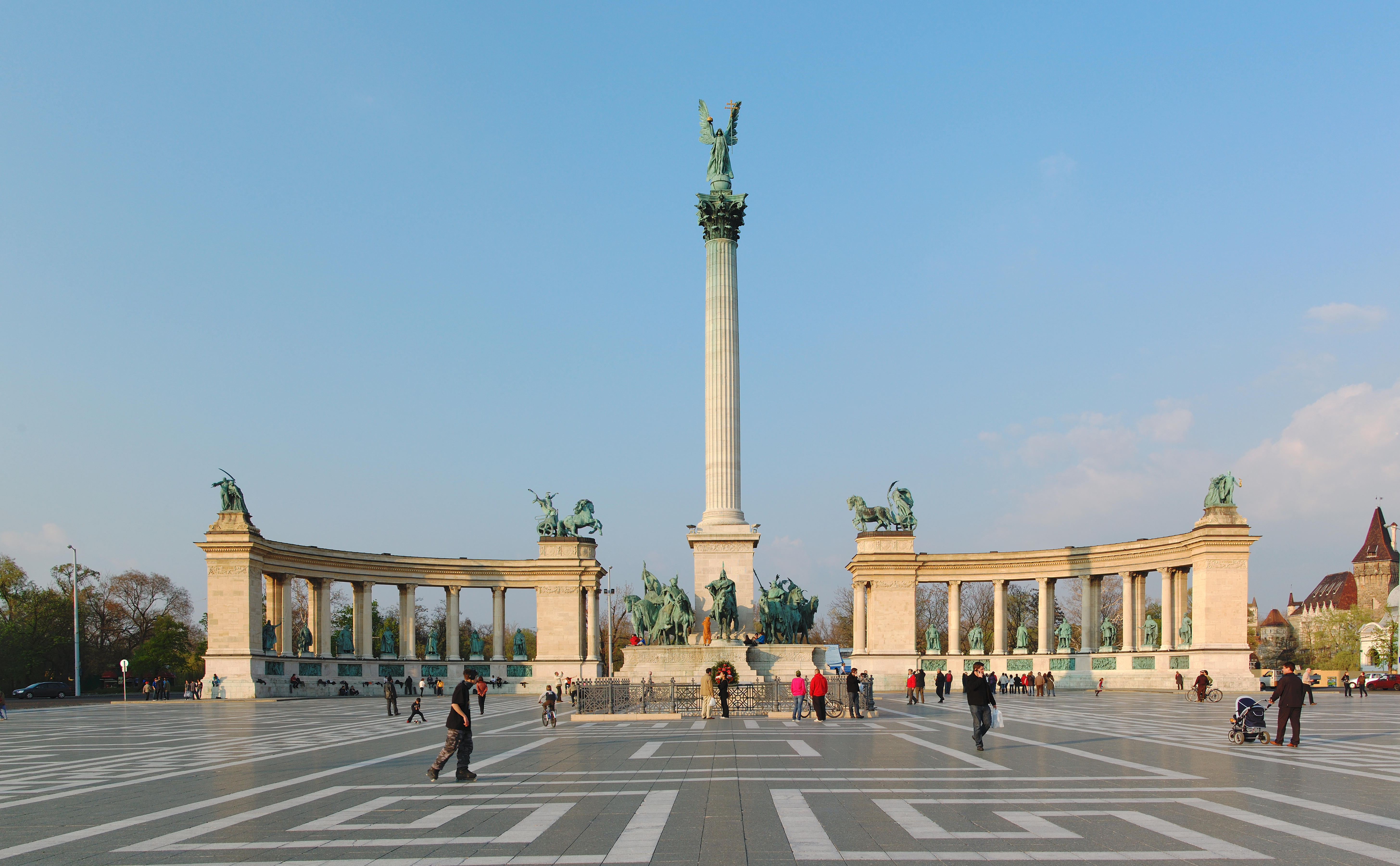
Piața Eroilor din Budapesta

Piața Eroilor din Budapesta (în maghiară Hősök tere) este o vastă piață monumentală situată între partea de sus a Bulevardului Andrássy și intrarea în Parcul orașului (Városliget), în sectorul XIV al orașului Budapesta. Piața și Bulevardul Andrássy au fost înscrise de UNESCO în patrimoniul mondial. Piața este organizată în jurul esplanadei Monumentului Mileniului, construit pentru a celebra o mie de ani de la așezarea ungurilor în câmpia Panoniei.
La sud de piață se întinde Strada Dózsa György, iar în jurul ei Bulevardul Állatkert, Aleea Kós Károly și Aleea Olof Palme. Două clădiri importante mărginesc piața: Muzeul de Arte Frumoase și Galeria de Artă. Una dintre cele două clădiri de pe Bulevardul Andrássy cu vedere înspre piață este clădirea Ambasadei Serbiei (fosta ambasadă iugoslavă unde Imre Nagy s-a refugiat în 1956). Sub piață se află stația Hősök tere a Metroului din Budapesta. 
În Budapesta există alte trei piețe denumite Hősök tere, în Soroksár, Békásmegyer și Rákosliget.

## Istoric

### Alcătuirea inițială
În 1894 la capătul Bulevardului Andrássy se afla o fântână numită „Gloriette”, proiectată de Miklós Ybl. Gloriette era o structură hexagonală cu înălțimea de 2.5 metri pe care se înălța un stâlp de 24 de metri înălțime.

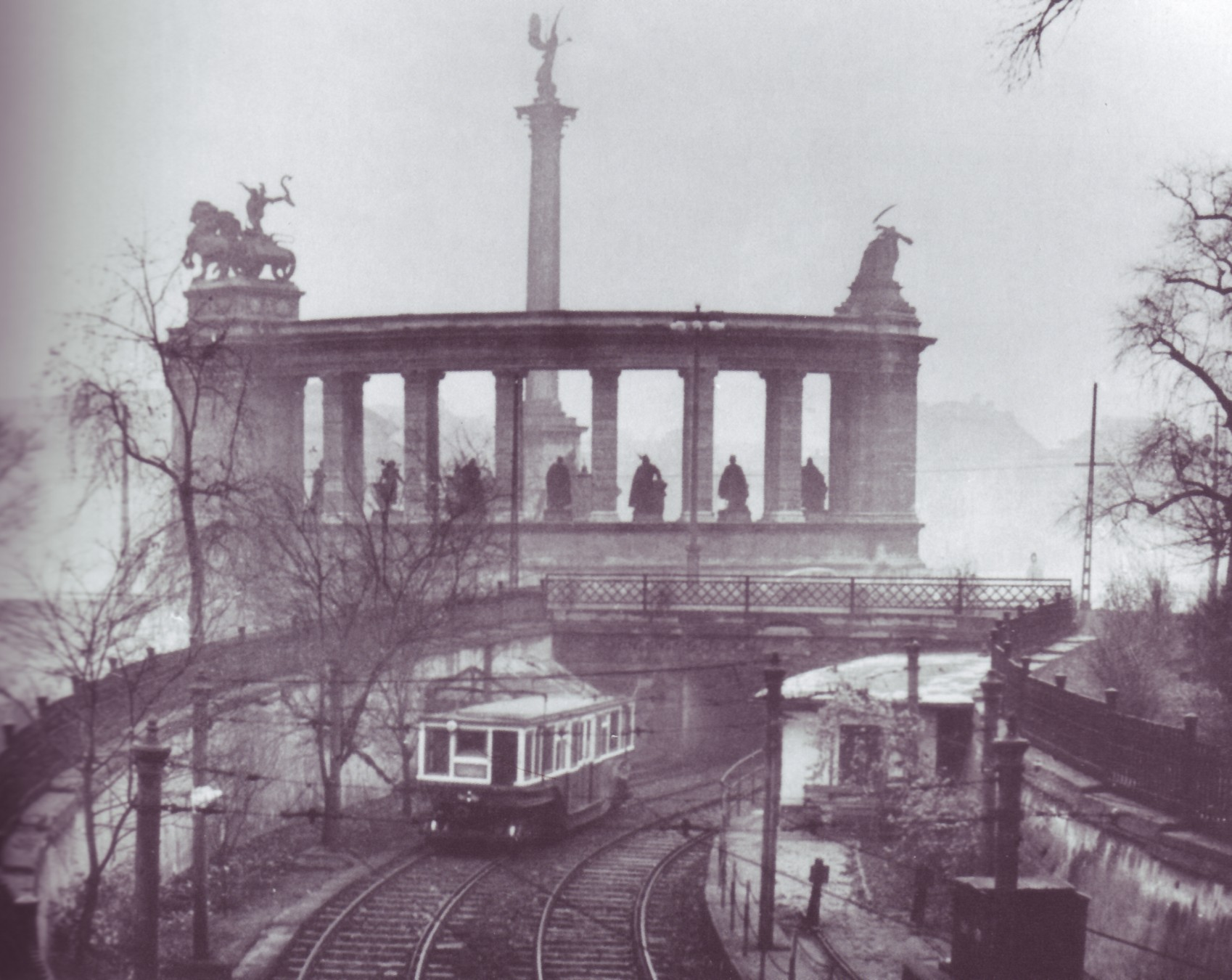
Metroul din Budapesta este al patrulea cel mai vechi sistem de transport cu metroul. Capătul tunelului din spatele Pieței Eroilor (fotografie din 1896)

Monumentul Mileniului a fost construit între 1896 și 1906. El este compus din două colonade semicirculare pe care se află statui ale principalilor suverani din istoria maghiară. Ansamblul este dominat de o coloană impunătoare de 45 m înălțime, ce are în vârf pe Arhanghelul Gabriel. În piață se află și monumentul memorial al celor căzuți în războiul de eliberare din 1848-1849 și o statuie ecvestră al ducelui Árpád înconjurat de alți șase șefi ai triburilor finoungrice. În stânga sa (din spate către față) sunt reprezentați Tétény, Ond și Kond și apoi la dreapta (din spate în față) Tas, Huba și Előd. În 1932, piața a fost denumită Hősök tere : « Piața Eroilor ».
Atunci când monumentul a fost construit, Ungaria făcea parte din Austro-Ungaria. Cele cinci statui de pe colonada stângă au reprezentat suverani din Casa de Habsburg. De la stânga la dreapta aceștia au fost: Ferdinand I (basorelief cu subiectul apărării Castelului Eger), Leopold I (basorelief cu subiectul Eugeniu de Savoia învingându-i pe turci la Zenta), Carol al III-lea, Maria Terezia (basorelief cu subiectul Dieta Ungariei votează sprijinul "vitam et sanguinem") și Franz Joseph (Franz Joseph încoronat de Gyula Andrássy).

### După cel de-al doilea război mondial
În timpul celui de-al Doilea Război Mondial monumentul a fost lovit de o bombă. Statuia lui Leopold al II-lea a fost complet distrusă, statuia Mariei Terezia deteriorată de la talie în jos și statuia împăratului Franz Joseph I al Austriei răsturnată și deteriorată la nivelul capului.
În perioada comunistă monumentul a fost transformat în conformitate cu ideologia marxistă. În timpul conducerii lui Mátyás Rákosi s-a luat în considerare planul de a-l demola cu totul. Statuile regilor din dinastia habsburgică au fost înlocuite cu principi transilvăneni (Ștefan Bocskai în locul lui Ferdinand I, Gabriel Bethlen în locul lui Carol al III-lea, Imre Thököly în locul împărătesei Maria Terezia a Austriei, Francisc Rákóczi al II-lea în locul lui Leopold al II-lea), respectiv cu o statuie a lui Lajos Kossuth în locul împăratului Franz Joseph). Statuile înlocuite au fost transferate în depozitul Muzeului Kiscelli și conservate de către Muzeul de Istorie din Budapesta, apoi transportate la Sülysáp. În 2002 statuia deteriorată a împărătesei Maria Terezia a Austriei a fost restaurată și amplasată în Muzeul de Arte Frumoase din Budapesta. În 2006 statuile lui Franz Joseph, Carol al III-lea și Ferdinand I au fost aduse de la Sülysáp și urmează să fie amplasate tot în Muzeul de Arte Frumoase.
În prezent statuile de pe cele două colonade îi reprezintă de la stânga la dreapta: în colonada din stânga, Ștefan cel Sfânt, Ladislau I, Coloman, Andrei al II-lea, Béla al IV-lea, Carol Robert de Anjou și Ludovic I; în colonada din dreapta: Iancu de Hunedoara, Matia Corvin, Ștefan Bocskai, Gabriel Bethlen, Imre Thököly, Francisc Rákóczi al II-lea și Lajos Kossuth. Pe porticul din stânga sus, în fața Bulevardului Andrássy, se află statuia Muncii și Bunăstării, iar pe cealaltă parte carul Războiului. Pe porticul din dreapta sus, în fața Bulevardului Andrássy, este statuia Cunoștinței și a Gloriei. La celălalt capăt, față în față cu carul Războiului, este amplasat carul Păcii.
În centrul esplanadei se află cenotaful Soldatului Necunoscut, anterior păzit în permanență de către santinele militare, care a înlocuit în 1956 monumentul înălțat în 1929 în memoria soldaților unguri care au căzut în timpul Primului Război Mondial. În spatele acestui cenotaf, o placă de bronz ascunde fântâna arteziană cu adâncimea de 971 m forată în 1877-1878 de către Vilmos Zsigmondy și care alimenta fântâna « Gloriette ». La 16 iunie 1989 s-a adunat aici o mulțime de 250.000 de oameni pentru a-i aduce un ultim omagiu lui Imre Nagy, martir al Revoluției ungare din 1956, care a fost judecat în secret, condamnat, executat la 16 iunie 1958 și îngropat în parcela 301 a noului cimitir municipal ·  · .
Monumentul din Piața Eroilor are un duplicat la scară 90% în Shanghai Global Paradise din Shanghai. De la deschiderea sa în 1996 a fost în mare parte degradat, majoritatea statuilor fiind scoase de acolo.

## Imagini

### Monumentul Mileniului

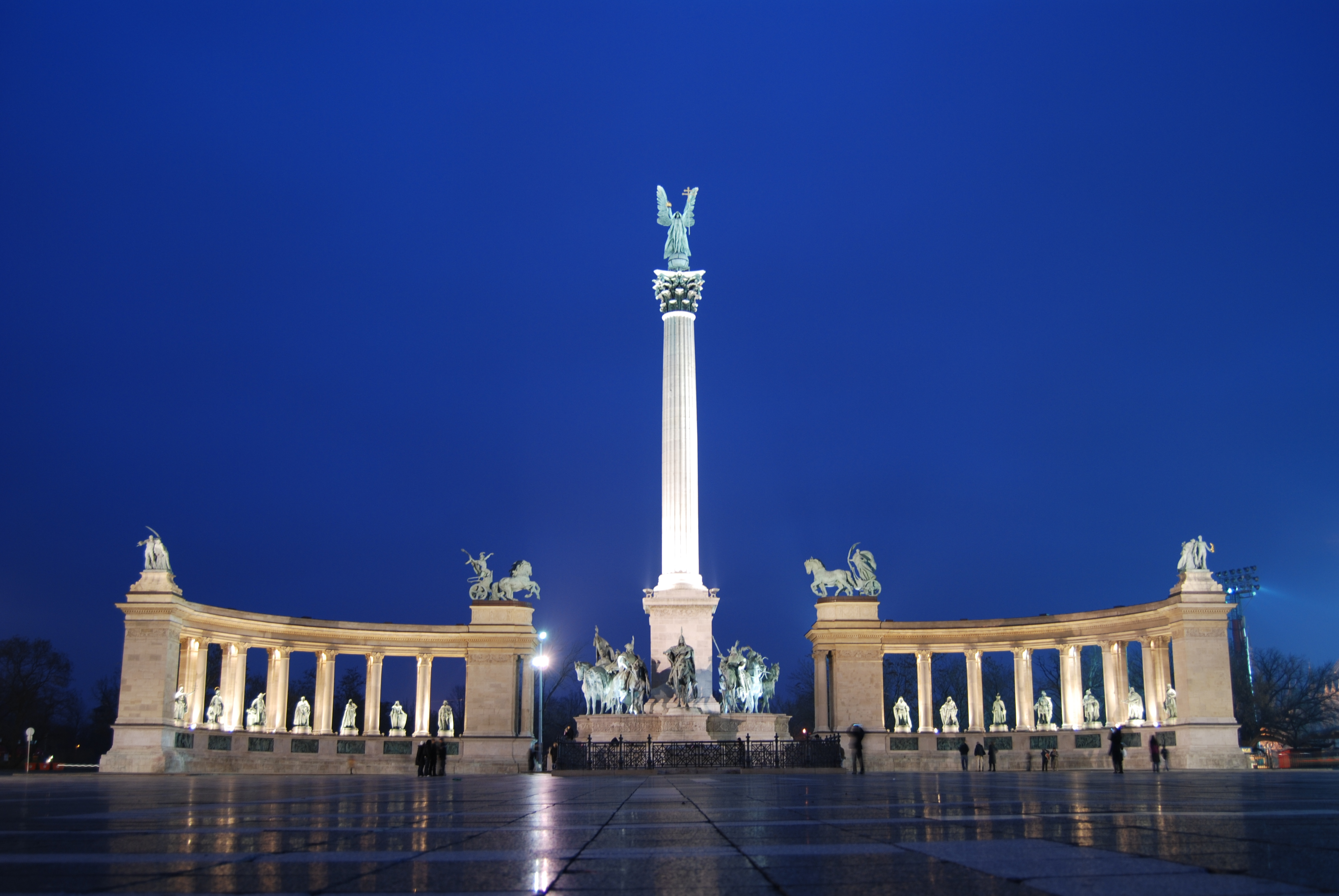
Piaţa Eroilor – noaptea
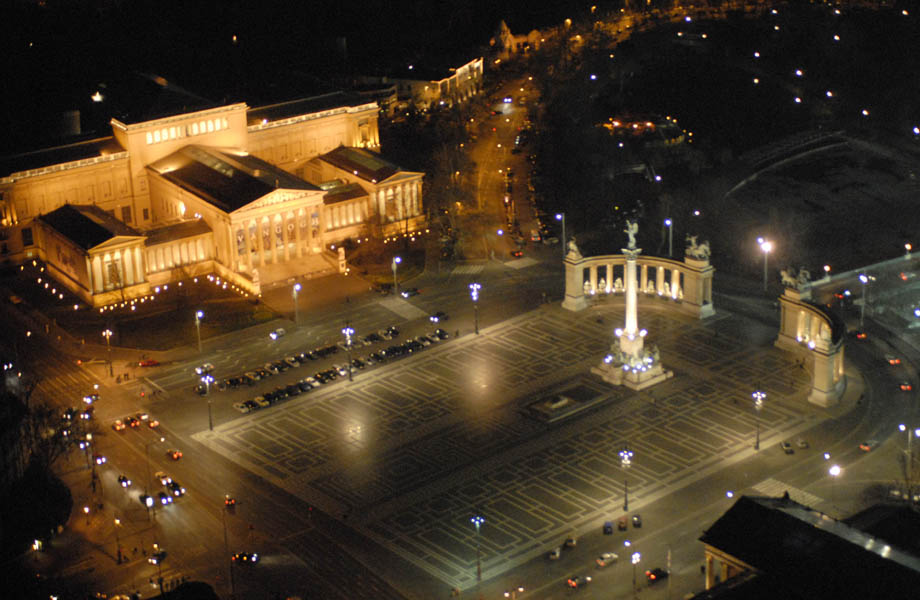
Fotografie aeriană
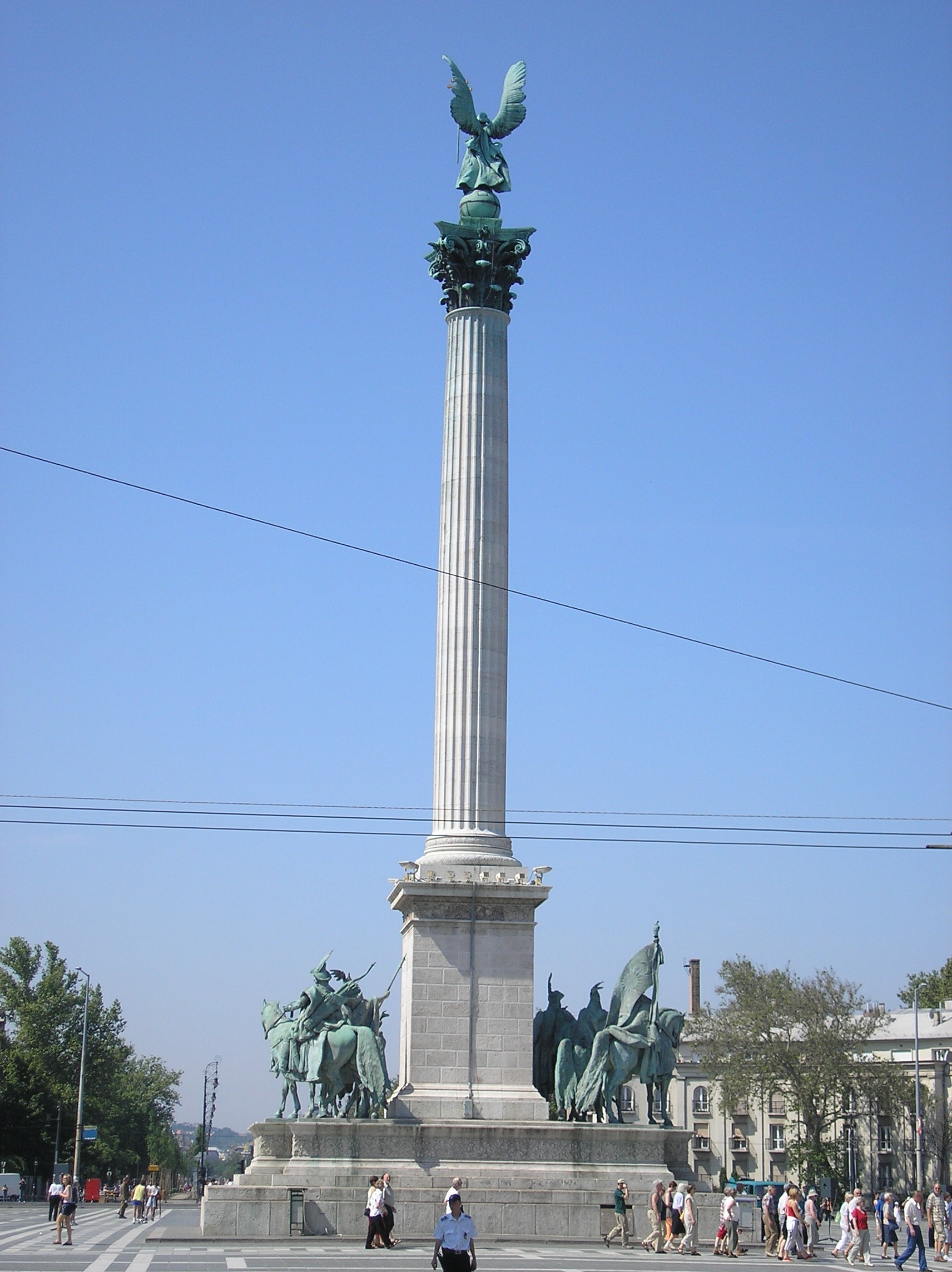
Columna
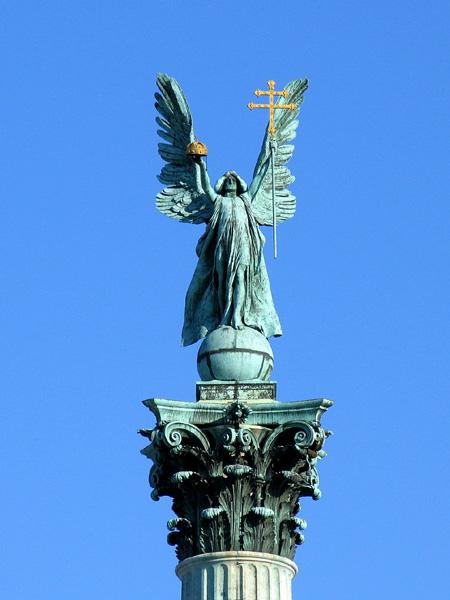
În vârful columnei se află Arhanghelul Gabriel, care ţine în mâini Coroana Sfântului Ştefan şi crucea dublă apostolică
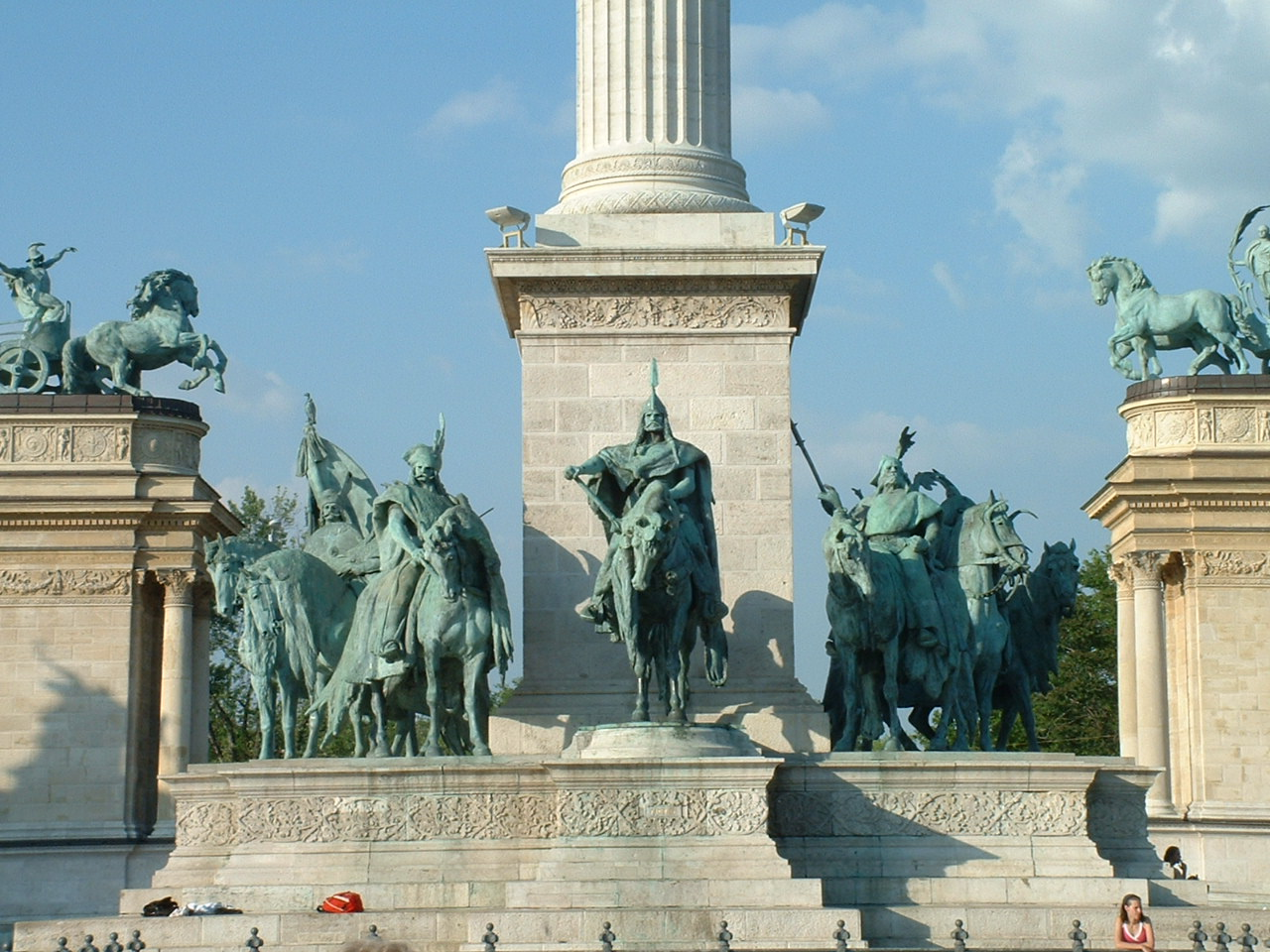
Statuile de la baza columnei îi reprezintă pe cele şapte căpetenii ungureşti conduse de prinţul Árpád
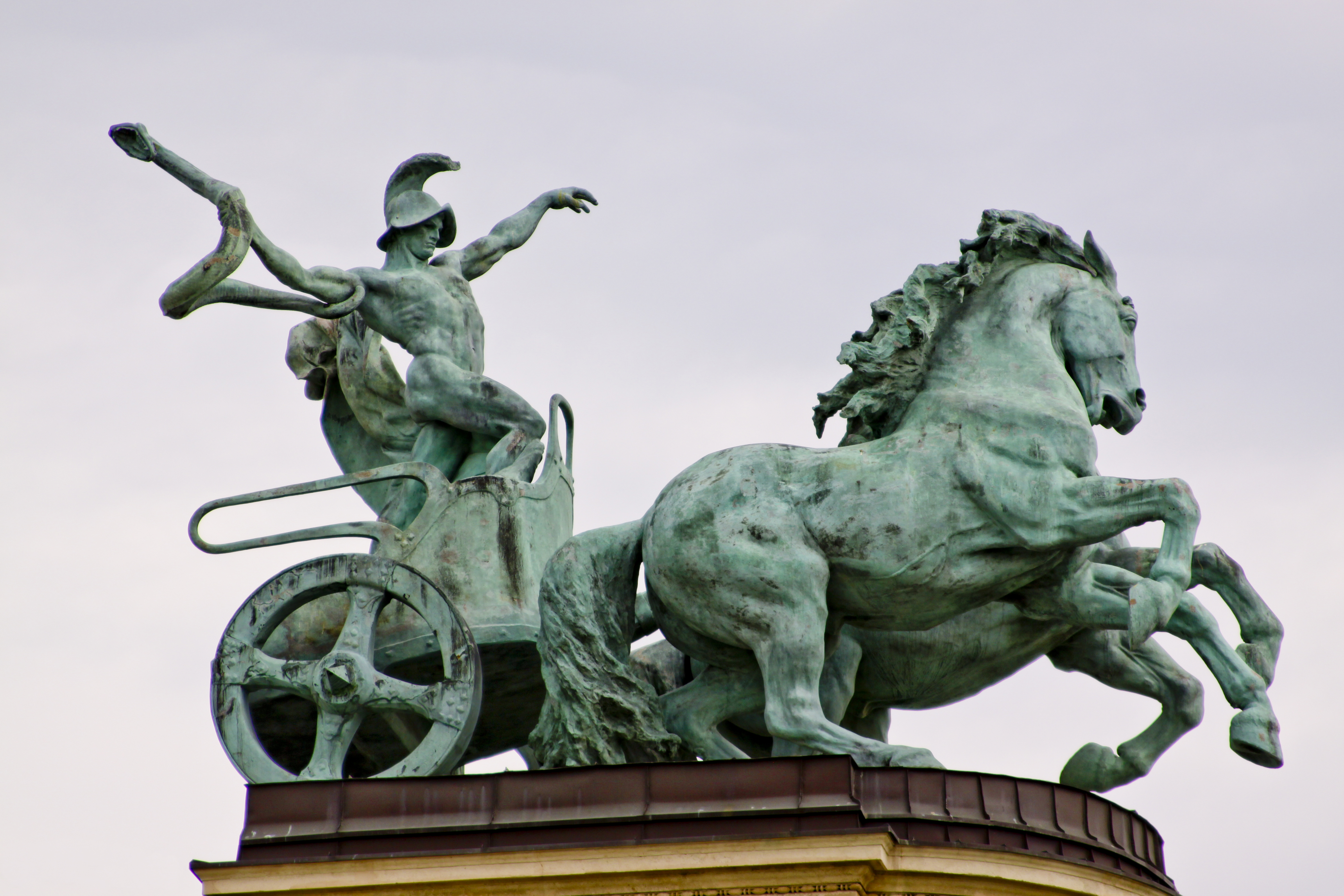
Omul cu un şarpe, simbol al Războiului
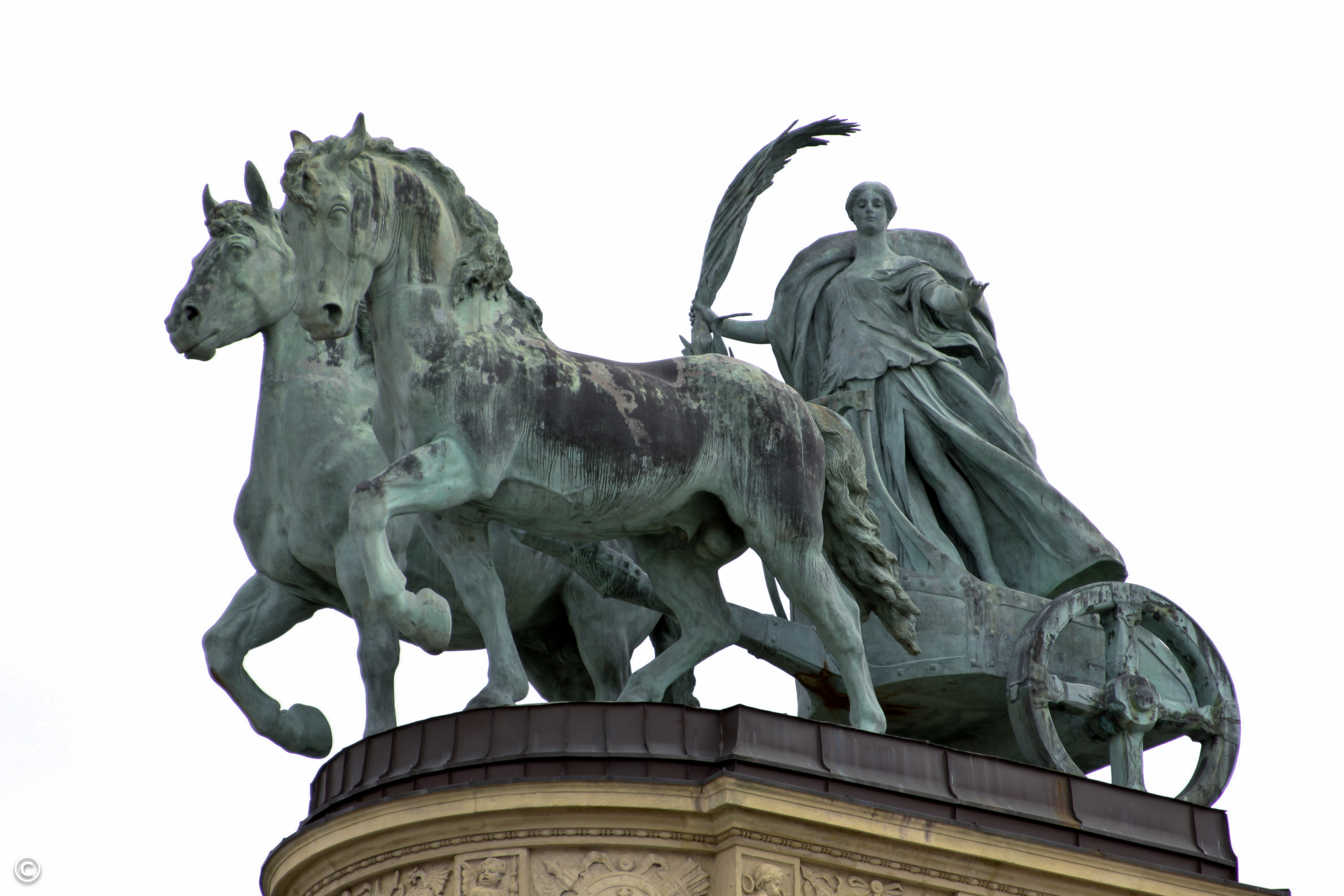
Statuia feminină a Păcii
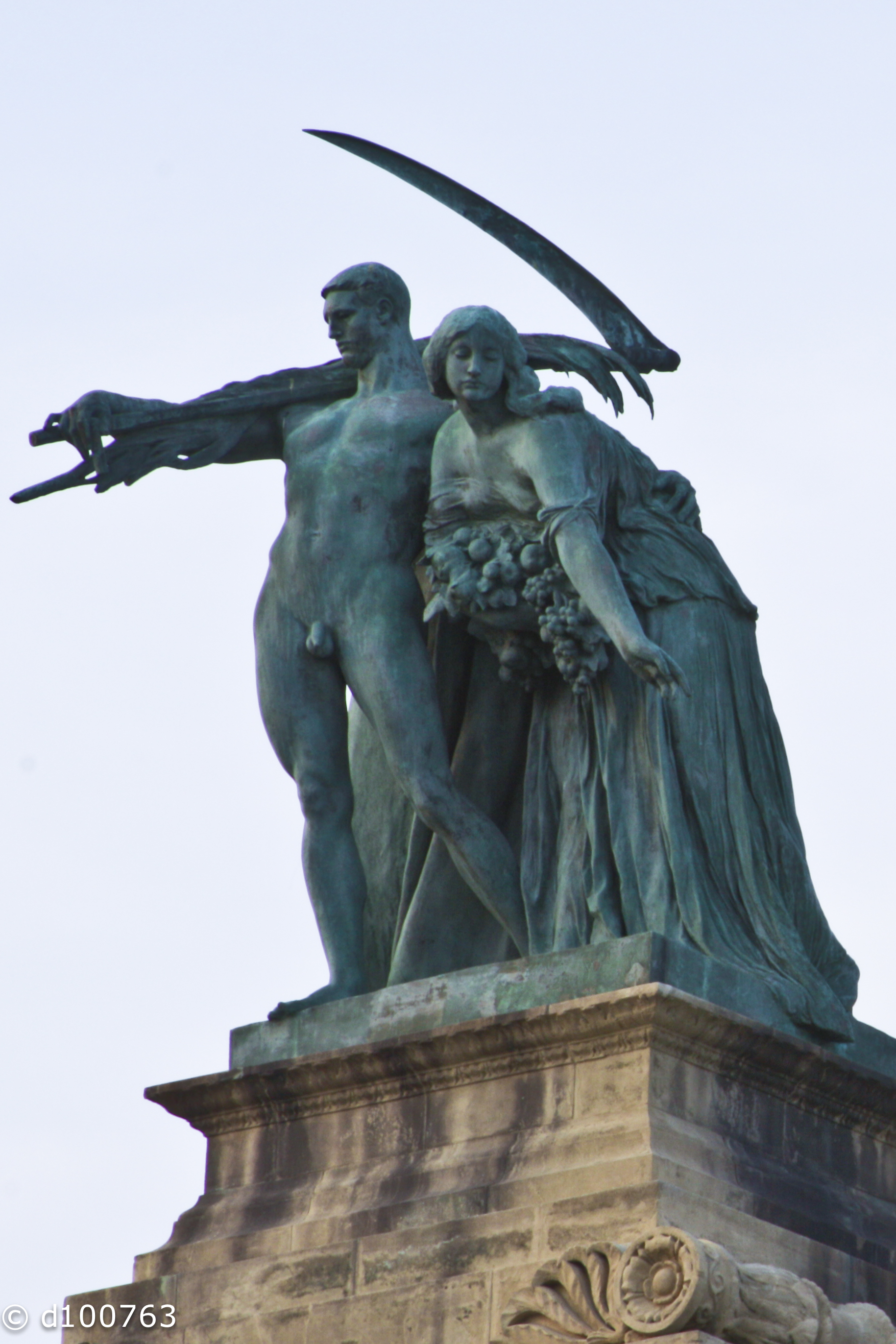
Cuplul Muncii şi Prosperităţii (pe colonada din stânga)
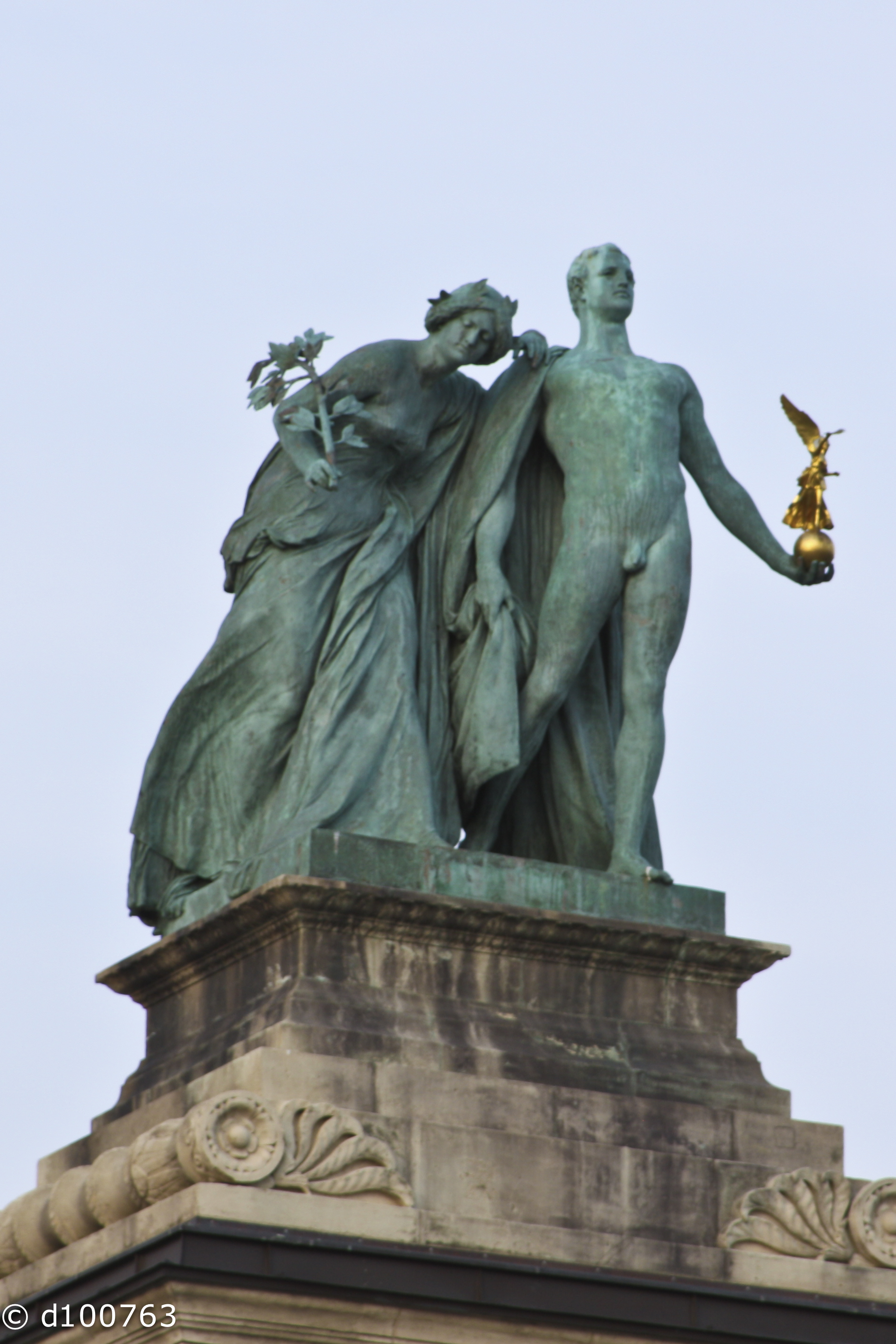
Cuplul Cunoaşterii şi Gloriei (pe colonada din dreapta)

### Clădirile din piață

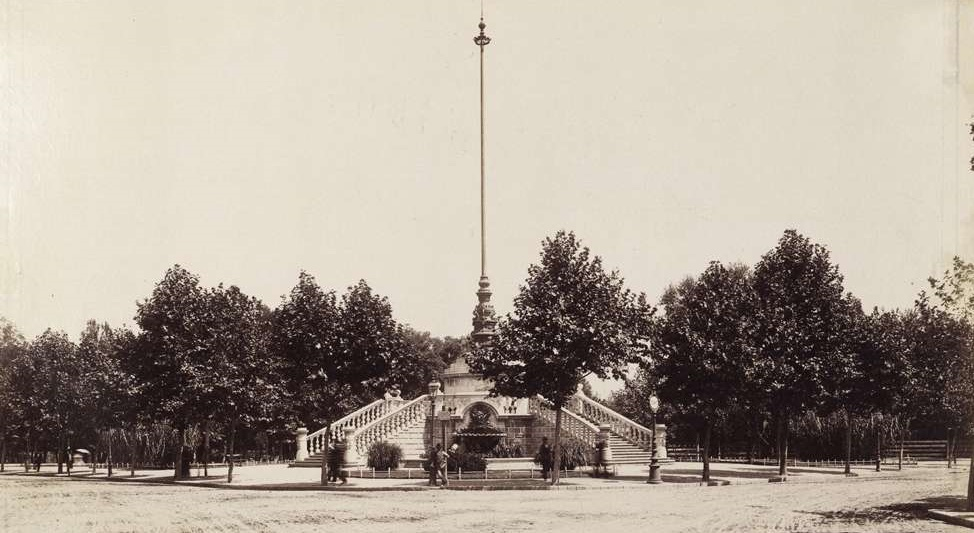
Fântâna Gloriette, proiectată de Miklós Ybl, se afla în piaţă înaintea monumentului (1884).
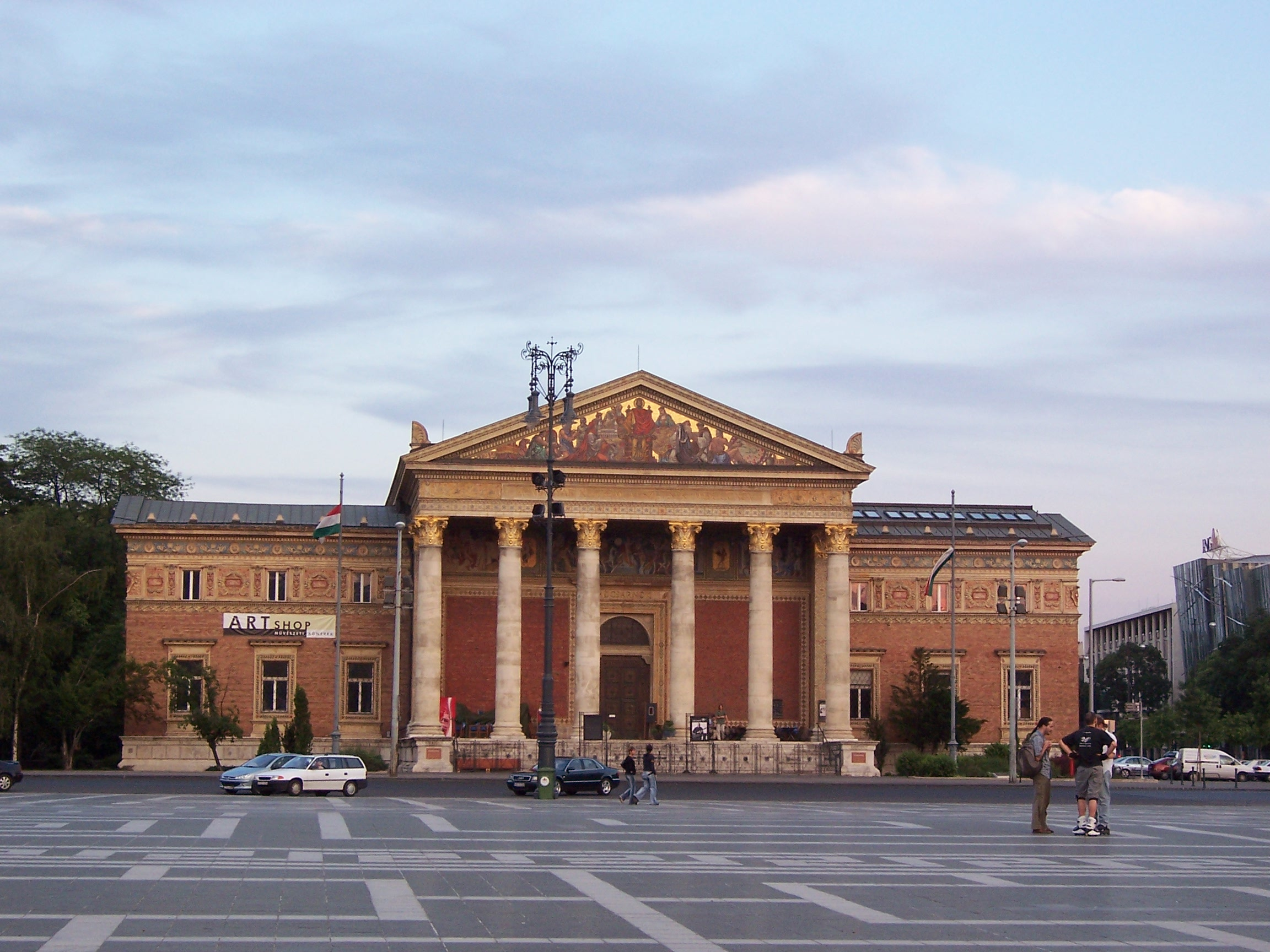
Galeria de Artă din Budapesta în partea dreaptă a Monumentului Mileniului
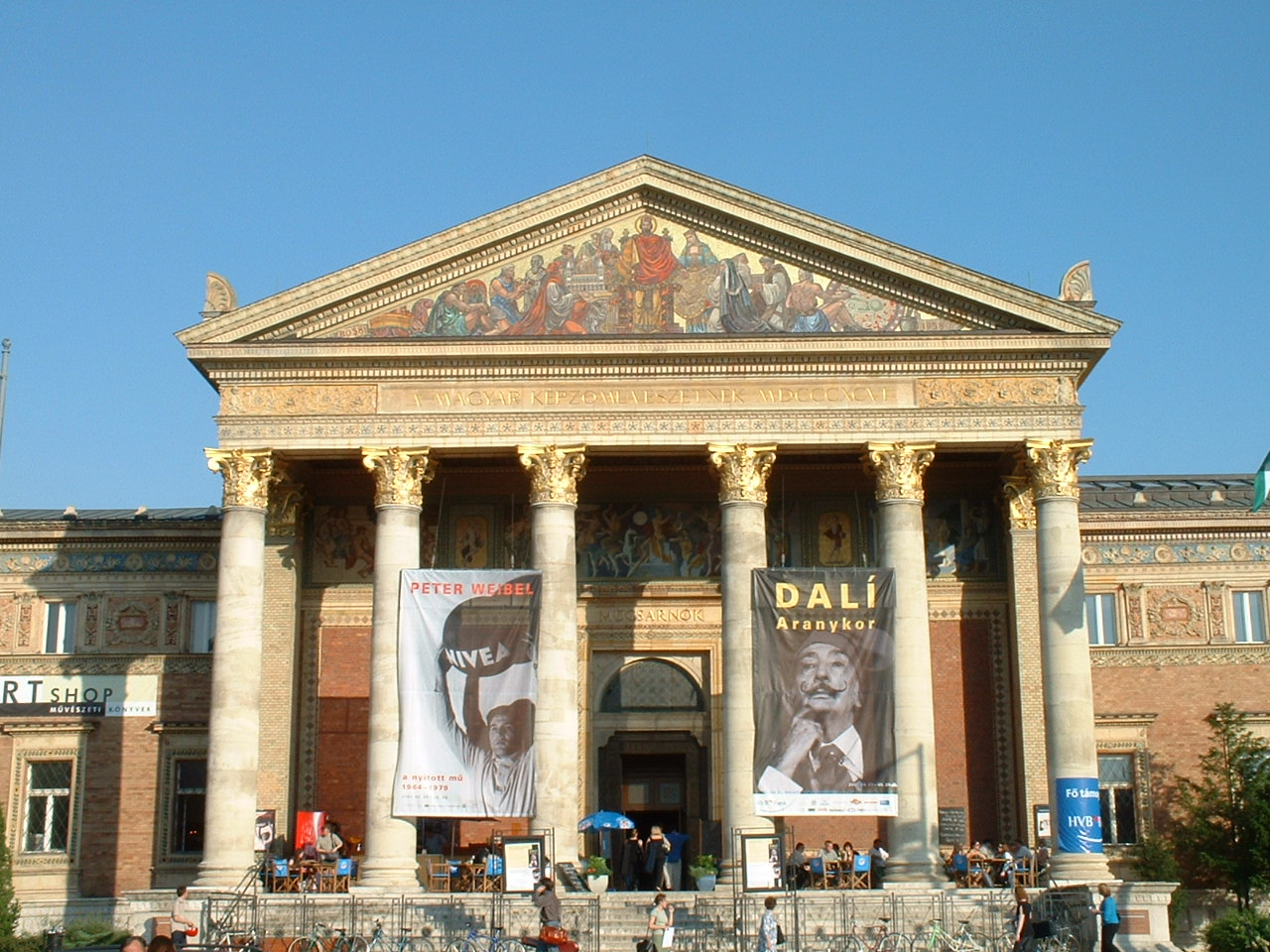
Galeria de Artă: intrarea principală
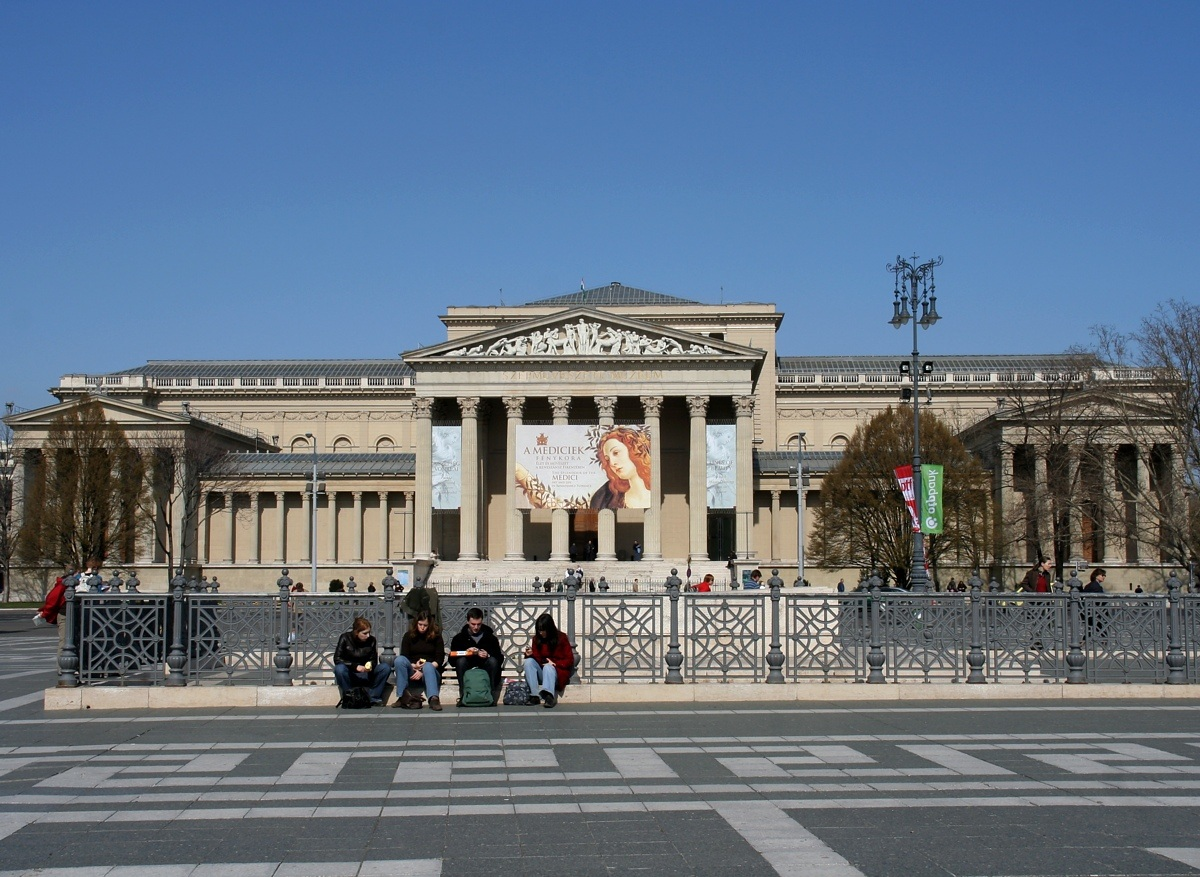
Muzeul de Arte Frumoase în partea stângă a Monumentului Mileniului
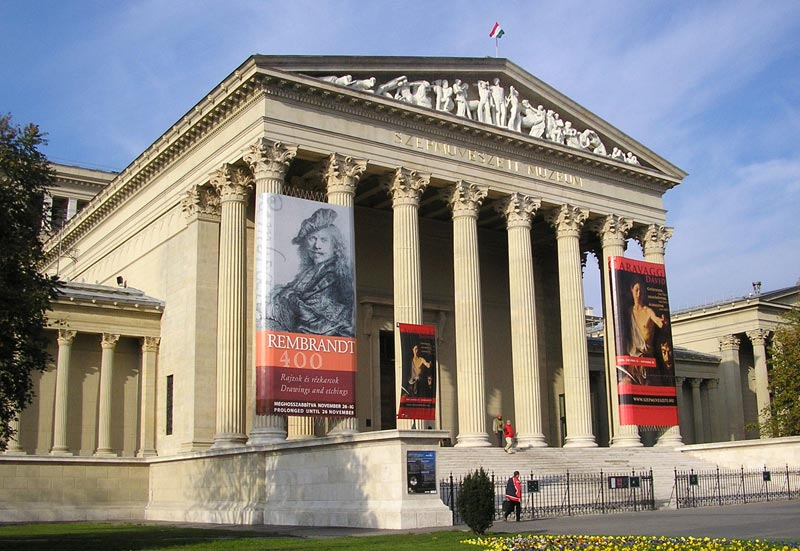
Muzeul de Arte Frumoase: intrarea principală
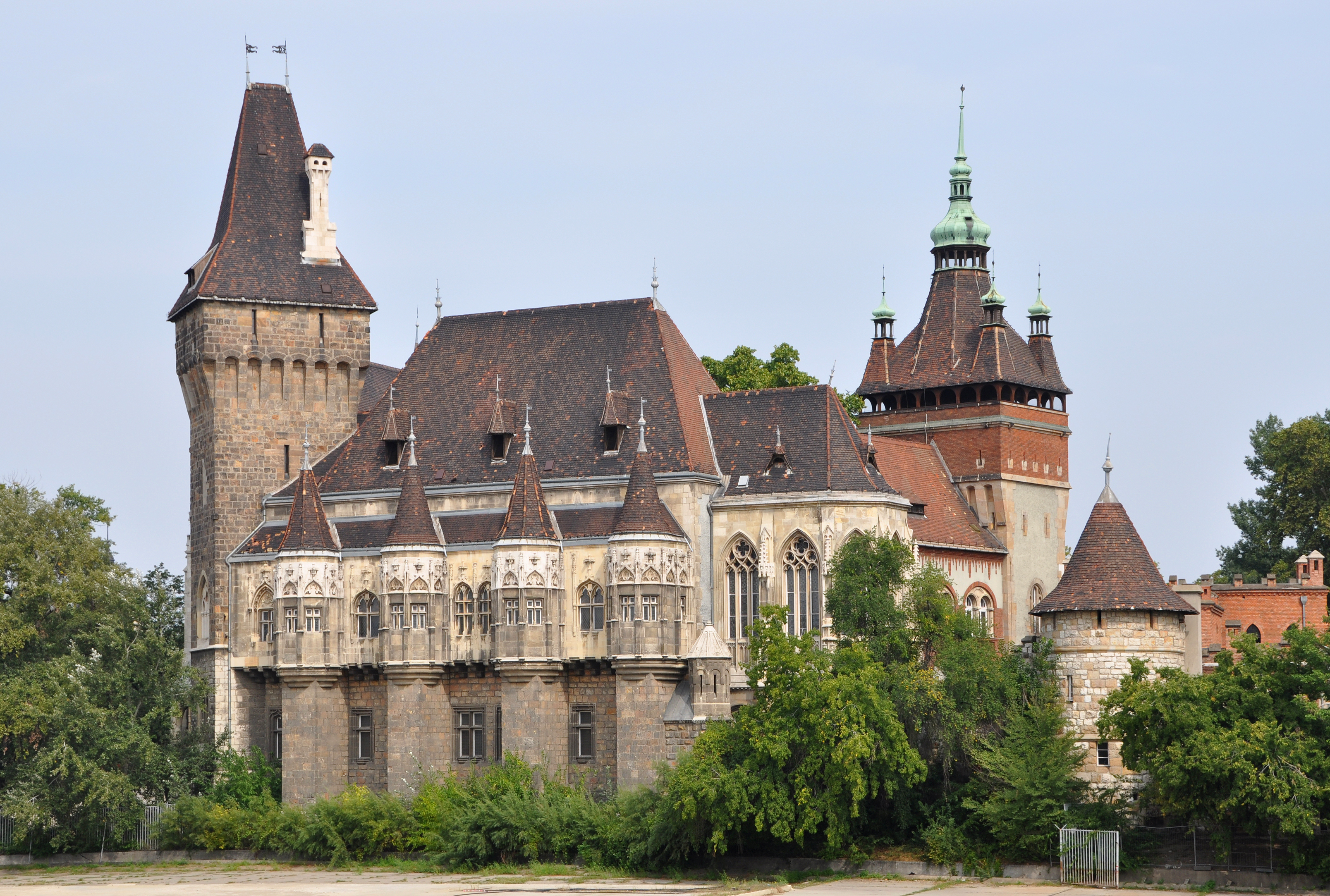
În spatele Monumentului Mileniului: Faţada gotică a Castelului Vajdahunyad